# Клименковское сельское поселение
Клименко́вское се́льское поселе́ние — муниципальное образование в составе Вейделевского района Белгородской области Российской Федерации.
Административный центр — село Клименки.

## История
Клименковское сельское поселение образовано 20 декабря 2004 года в соответствии с Законом Белгородской области № 159.

## Население
| 2010 | 2011  | 2012  | 2013  | 2014 | 2015 | 2016 | 2017 | 2018 |
| ---- | ----- | ----- | ----- | ---- | ---- | ---- | ---- | ---- |
| 1010 | ↘1004 | →1004 | ↗1005 | ↘975 | ↘972 | ↘954 | ↗960 | ↘959 |
| 2019 | 2020  | 2021  |       |      |      |      |      |      |
| ↘931 | ↘911  | ↗961  |       |      |      |      |      |      |

## Состав сельского поселения
| № | Населённый пункт | Тип населённого пункта       | Население |
| - | ---------------- | ---------------------------- | --------- |
| 1 | Клименки         | село, административный центр | ↘741      |
| 2 | Яропольцы        | село                         | ↘269      |